# Torrfoder

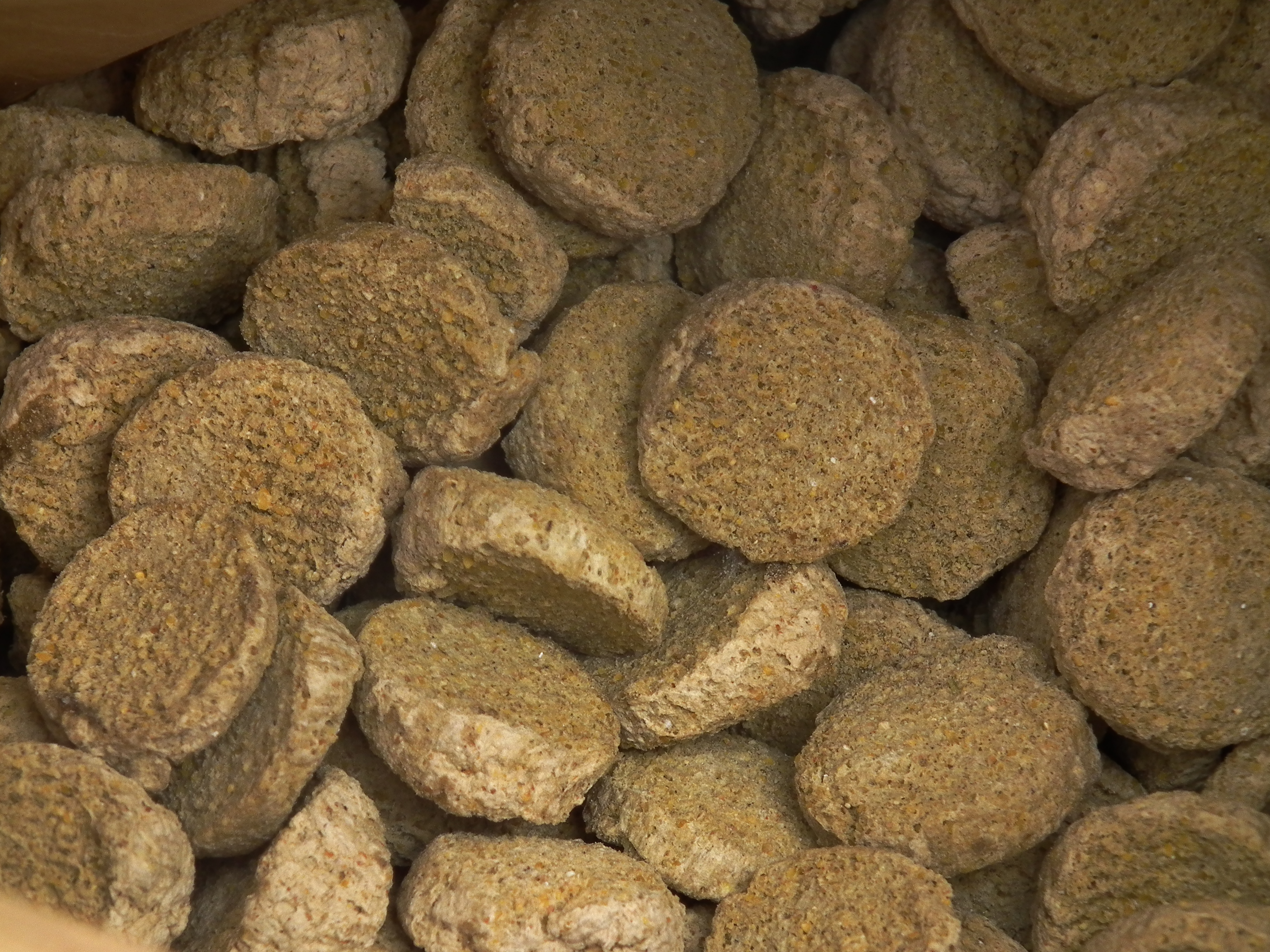
Fodertabletter för hästar.

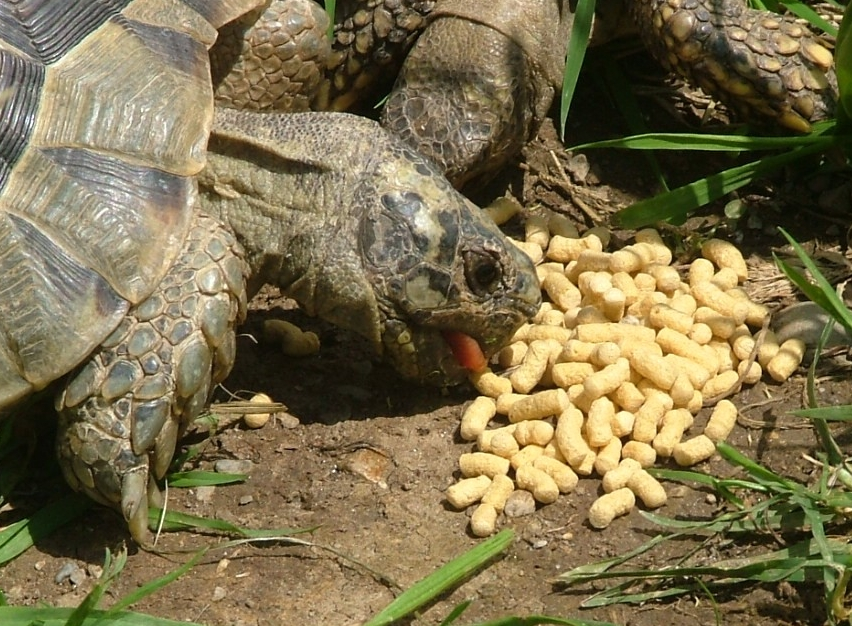
Foderpellets för sköldpaddor.

Torrfoder är djurfoder som innehåller maximalt 14 % vatten, och som vanligtvis säljs i form av granulat, pellets, tabletter eller flingor. Torrfodren består ofta av ingredienser som torkats eller frystorkats. De är ofta berikade med vitaminer och mineral. Produktionen av torrfoder är idag en egen industriell gren.
Torrfoder för  hundar tillverkas ofta av vete, majs och torkat kött.
För hardjur och gnagare består torrfoder ofta av hö och spannmål. Ibland ingår också torkade frukter och grönsaker.

## Torrfoder för fiskar
Några firmor är specialiserade på torrfoder för fiskar, både för akvariefiskar och odlad fisk avsedd som matfisk, som med sina olika krav behöver olika slags foder. Till akvariefiskar finns särskilt många sorter för diskusfiskar (Symphysodon), men torrfoder finns för alla typer av akvariefisk, även saltvattensfiskar och fiskar som uteslutande är karnivorer (köttätare). Den vanligaste typen av torrfoder för akvariefiskar är flingfoder. Sådant innehåller emellertid ofta för lite kostfiber och bör därför kompletteras med exempelvis mygglarver eller olika kräftdjur – exempelvis artemia, bosmider eller mysis-räkor – och då antingen som levandefoder eller i fryst, torkad eller frystorkad form, men ej som flingor.

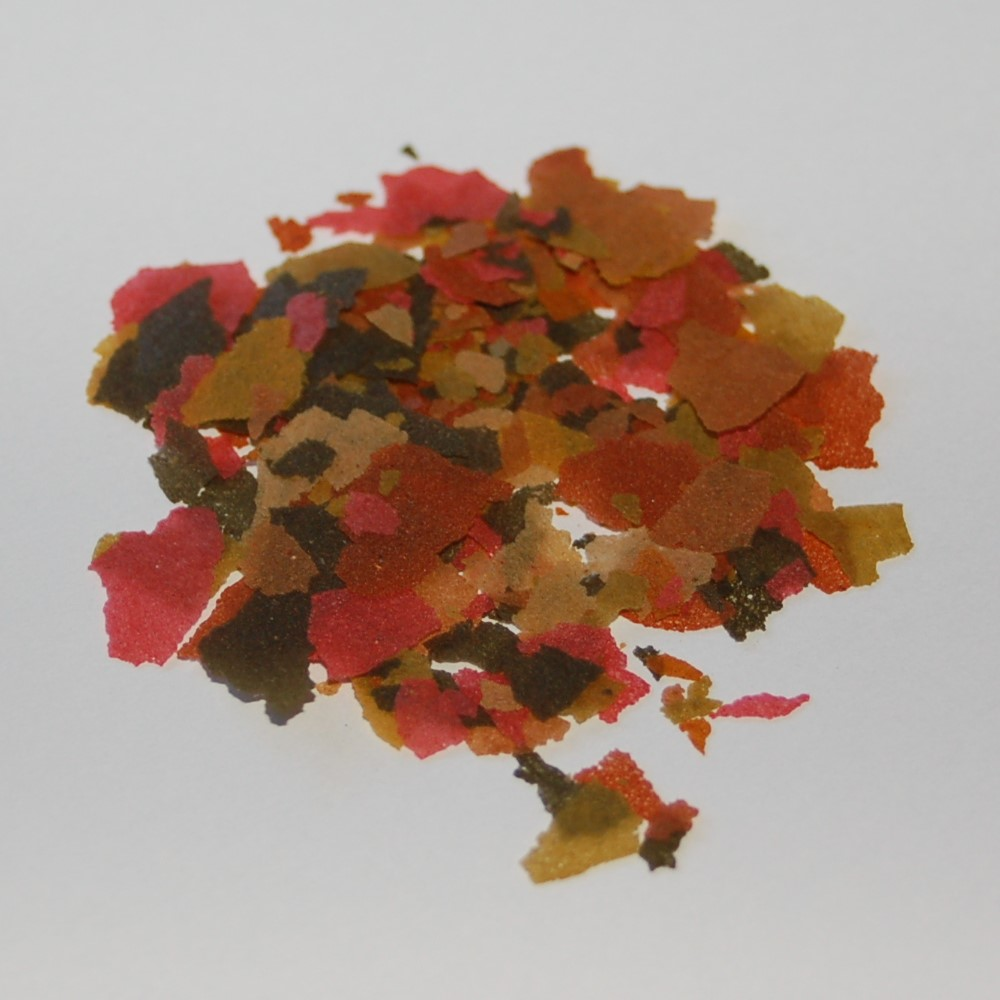
Flingfoder för fiskar.
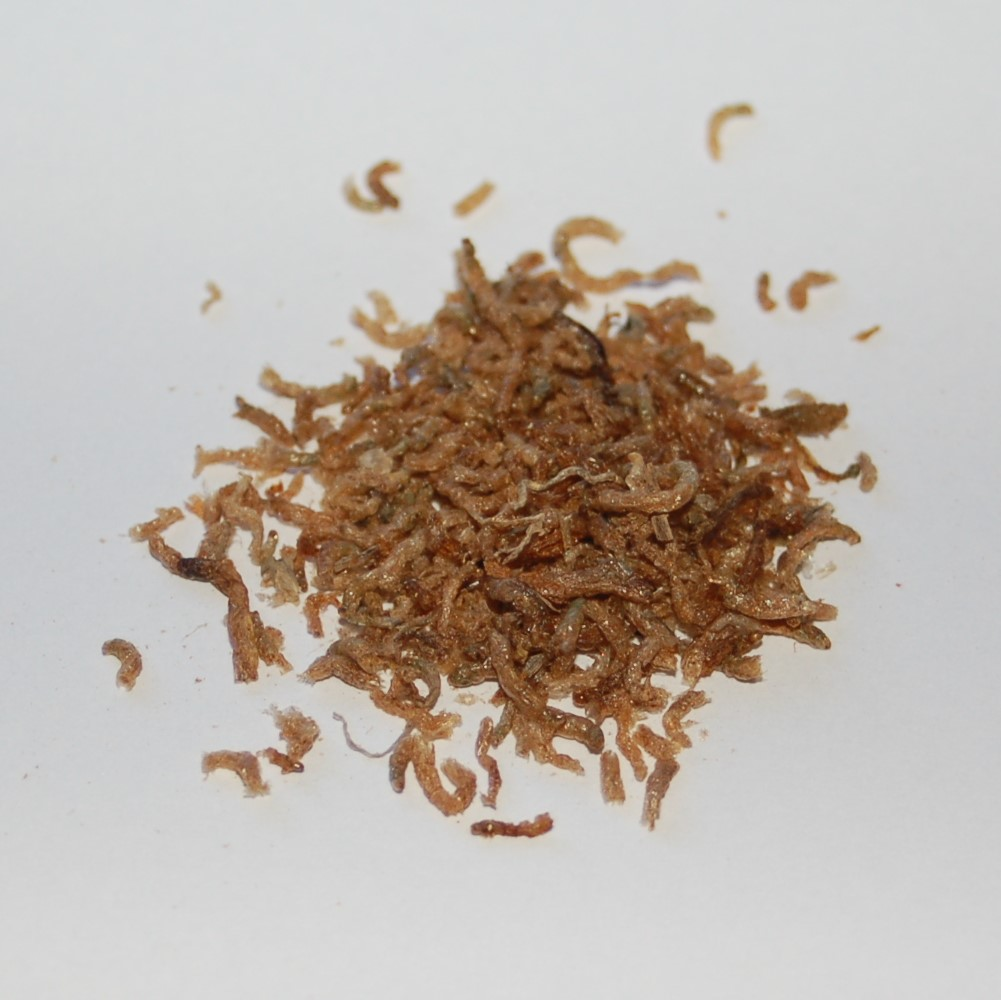
Frystorkade så kallade "röda mygglarver" av fjädermyggor.